# Kija (affluente del Čulym)
La Kija (in russo Кия?) è un fiume della Russia siberiana, affluente di sinistra del Čulym (bacino idrografico dell'Ob'). Scorre nei Tisul'skij, Čebulinskij e Mariinskij rajon dell'Oblast' di Kemerovo, e nel Zyrjanskij rajon dell'Oblast' di Tomsk.

## Descrizione
La Kija ha origine sulle pendici settentrionali del monte Medvež’ja (Медвежья, 1489 m) tra i Kuzneckij Alatau. Per metà della sua lunghezza il fiume ha un carattere tipicamente montuoso. Lungo le rive si trovano scogliere alte 15-20 m. Nei tratti inferiori il canale fluviale è diviso in rami e canali su una pianura alluvionale.
Il fiume ha una lunghezza di 548 km e il suo bacino è di 32 200 km². La larghezza del fiume, dai circa 63 m della parte superiore, raggiunge quasi 300 metri prima della confluenza con il Čulym. La sua portata media, a 34 km dalla foce, è di 166 m³/s.  Il fiume è gelato, in media, da novembre ad aprile. Tra i suoi maggiori affluenti: il Čet' che confluisce da destra 12 km prima che questi sfoci nel Čulym, il Tjažin, la Serta (anch'essi da destra), il Čebula e il Kožuch (da sinistra).
Sulle rive della Kija si trovano la città di Mariinsk e diversi villaggi.
Nel XIX secolo, lungo il fiume e i suoi affluenti, veniva estratto l'oro in piccole miniere.